# Zaręby-Kromki
Zaręby-Kromki – wieś w Polsce położona w województwie podlaskim, w powiecie zambrowskim, w gminie Zambrów.
W latach 1975–1998 miejscowość administracyjnie należała do województwa łomżyńskiego.
Wierni kościoła rzymskokatolickiego należą do parafii św. Maksymiliana Marii Kolbego w Starym Skarżynie.